# Uruguaiana (stacja metra)
Uruguaiana – stacja metra w Rio de Janeiro, na linii 1 i 2. Zlokalizowana jest pomiędzy stacjami Carioca i Presidente Vargas. Została otwarta w 1980.